# Arneiroz
Arneiroz är en kommun i Brasilien.   Den ligger i delstaten Ceará, i den östra delen av landet, 1 400 km nordost om huvudstaden Brasília. Antalet invånare är 7 657.
Omgivningarna runt Arneiroz är huvudsakligen savann. Runt Arneiroz är det glesbefolkat, med 8 invånare per kvadratkilometer.